# Alejandro Escovedo
Alejandro Escovedo est un musicien américain d'origine mexicaine né le 10 janvier 1951 à San Antonio au Texas.

## Discographie
The Nuns
- The Nuns (1980)

Rank and File
- Rank and File (1982)

True Believers
- True Believers (1986)

The Setters
- The Setters (1992)
- Dark Ballad Trash (1997)

Alejandro Escovedo
- Gravity (1992)
- Thirteen Years (1994)
- The End/Losing Your Touch (Maxi, 1994)
- With These Hands (1996)
- More Miles Than Money: Live 1994-1996 (1998)
- Bourbonitis Blues (1999)
- A Man Under the Influence (2001)
- By the Hand of the Father (2002)
- Live Heilbronn/Germany 12.12.2002 (2003)
- Room of Songs: Recorded live at the Cactus Cafe in Austin, TX on February 28 and March 1, 2005 (2005)
- The Boxing Mirror (2006)
- Real Animal (2008)
- Live Animal: Live EP (2009)
- Street Songs of Love (2010)
- Big Station (2012
- Burn Something Beautiful (2016)

The Fauntleroys
- Below The Pink Pony (2014)